# The Sound of the Crowd
The Sound of the Crowd è un singolo del gruppo synthpop britannico The Human League, pubblicato nel 1981 ed estratto dall'album Dare.

## Tracce
- 7"

1. The Sound of the Crowd
2. The Sound of the Crowd (Add Your Voice)

## Classifiche
| Classifica (1981) | Posizione massima |
| ----------------- | ----------------- |
| Regno Unito       | 12                |